# Mercedes-Benz S 63 AMG
De Mercedes-Benz S 63 AMG is na de Mercedes-Benz S 65 AMG de krachtigste benzineversie van de S-klasse van de Duitse automobielconstructeur Mercedes-Benz. De auto wordt aangedreven door een 6,2-liter V8 met 525 pk, de krachtbron die ook wordt gebruikt in de Mercedes-Benz CL 63 AMG. Ook is er een S63 AMG coupe die in 2015 op de wegen te zien is  er zit een 5.5 V-8 motor 430 kW (585hp)  in en haalt 0-100 in 3.9 seconden. De w221 heeft een top van 320km/u en de w222 330km/u.

## Motor
De S 63 AMG maakt gebruik van de eerste motor die volledig gemaakt is door AMG, de M156. Het gaat om een atmosferische V8 van aluminium met een overvierkante architectuur (boring: 102,2 mm - slag: 94,6 mm). Deze levert 525 pk bij 6.800 tpm. Het maximumkoppel van 630 Nm wordt bereikt bij 5.200 tpm, maar 500 Nm staat al paraat bij 2.000 tpm.
De motor beschikt over een specifieke carterplaat - van gietaluminium in plaats van plaatstaal - die de stijfheid van het blok ten goede komt. Hij beschikt ook over een variabele in- en uitlaat en een getrapte inlaatcollector van magnesium.